# Ernst Zägel
Ernst Zägel (* 5. März 1936 in Marpingen; † 23. April 2020 ebenda) war ein deutscher Fußballspieler, der für die saarländische Nationalmannschaft aktiv war.

## Karriere
Zägel entstammt der Talenteschmiede von Hellas Marpingen und der Spielmachertyp war bereits als Jugendspieler ein herausragendes Talent. So nahm er auch 1954 mit der Saar-Jugend unter Trainer Helmut Schön am damals noch FIFA-Juniorenturnier betitelten Turnier in Deutschland teil. Mit Spielkameraden wie Heinz Vollmar und Horst Remark belegte er in der Gruppe D hinter Deutschland, Ungarn, England den 4. Platz, vor Nordirland. Persönlich überzeugte er mit seinen Leistungen und wurde nach dem Gruppenspiel gegen Ungarn im Kicker mit folgender Notiz erwähnt: „Zägel war bester Saarspieler und für ihn wäre selbst in der ungarischen Elf noch Platz gewesen.“
Er spielte von 1955 bis 1960 beim 1. FC Saarbrücken, mit dem er es bis in die Halbfinals des DFB-Pokals 1957 und 1958 schaffte. Beim Spiel 1957 beim FC Bayern, das diese mit 3:1 n. V. gewannen, musste er vor Beginn der Verlängerung verletzt ausscheiden. Außerdem spielte er auch noch zwei Spiele in der Endrunde zur deutschen Meisterschaft 1956/57, konnte davon aber keins gewinnen, womit am Ende der letzte Tabellenplatz feststand. Zägel absolvierte für den 1. FC Saarbrücken von 1955 bis 1960 in der Fußball-Oberliga Südwest 90 Ligaspiele, in denen er 38 Tore erzielte. In der Saison 1961/62 lief er noch eine Runde für den VfR Kaiserslautern auf und erzielte drei Treffer in elf weiteren Oberligaeinsätzen.
Am 3. Juni 1956 kam er in der Nationalmannschaft des Saarlands zu einem Einsatz in einem Freundschaftsspiel gegen die Reserve der portugiesischen Nationalmannschaft, das 0:0 endete.